# Łomnica (condado de Garwolin)
Łomnica es un pueblo de Polonia, en Mazovia. Se encuentra en el distrito (Gmina) de Żelechów, perteneciente al condado (Powiat) de Garwolin. Se encuentra aproximadamente a 5 km al noroeste de Żelechów, 18 km al sureste de Garwolin, y a 73 km al sureste de Varsovia. Su población es de 284 habitantes.
Entre 1975 y 1998 perteneció al voivodato de Siedlce.